# Ellen Tittel
Ellen Tittel (más tarde Ellen Wellmann, luego Ellen Wessinghage; Müglitztal, 28 de junio de 1948-Maguncia, 7 de octubre de 2023) fue una atleta alemana especializada en la prueba de 1500 m, en la que consiguió ser medallista de bronce europea en 1971.

## Carrera deportiva
En el Campeonato Europeo de Atletismo de 1971 ganó la medalla de bronce en los 1500 metros, con un tiempo de 4:10.4 segundos, llegando a meta tras las también alemanas Karin Burneleit (oro con 4:09.62 segundos que fue récord del mundo) y Gunhild Hoffmeister (plata con 4:10.3 segundos).
En el Campeonato Europeo de Atletismo en Pista Cubierta de 1975 volvió a ganar el bronce en los 1500 metros, con un tiempo de 4:16.2 segundos, tras la rumana Natalia Andrei y la soviética Tatyana Kazankina.

## Fallecimiento
Ellen Tittel falleció el 7 de octubre de 2023 a los 75 años, en Maguncia.